# Collegiata di Neumünster

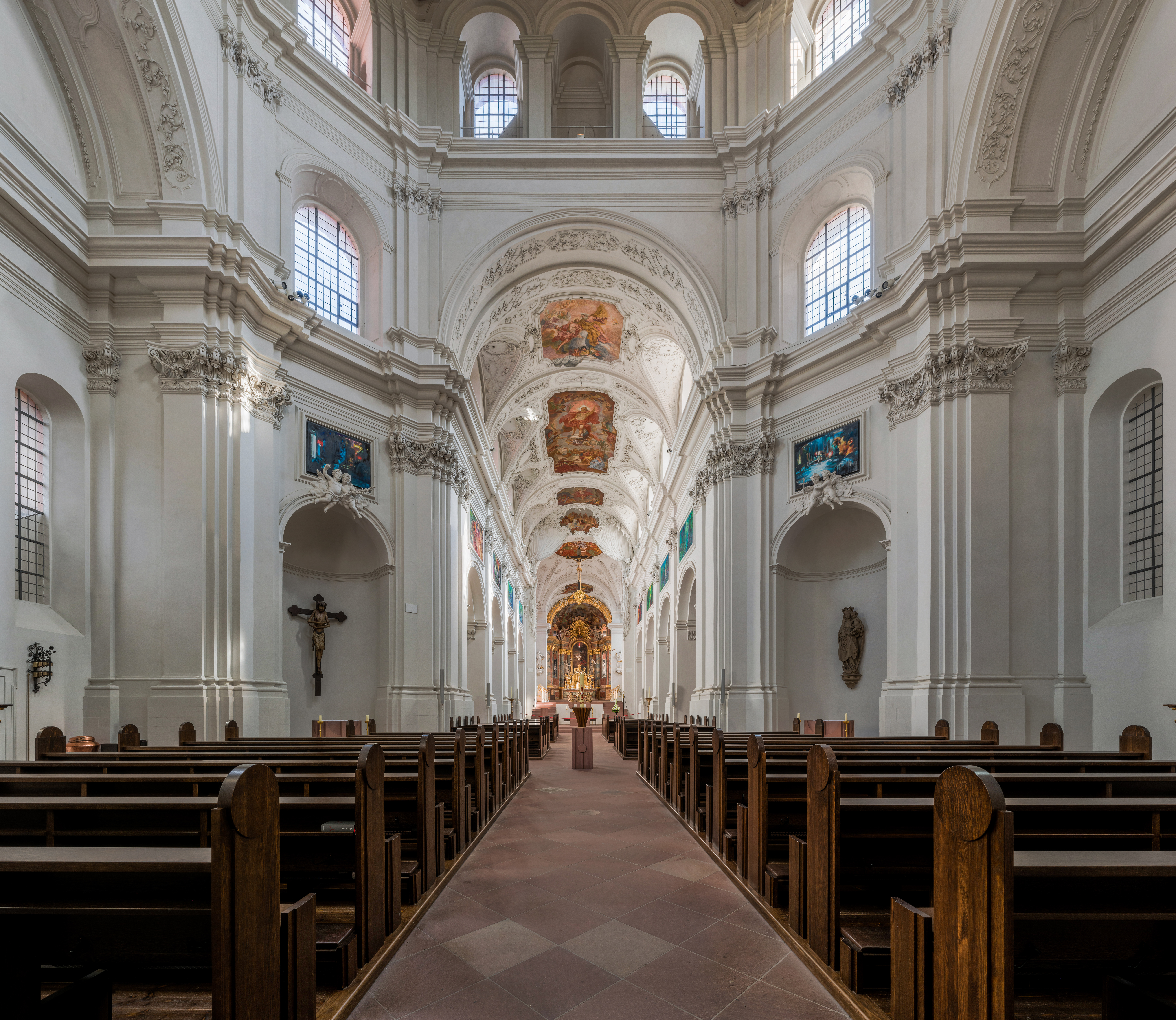
Interno

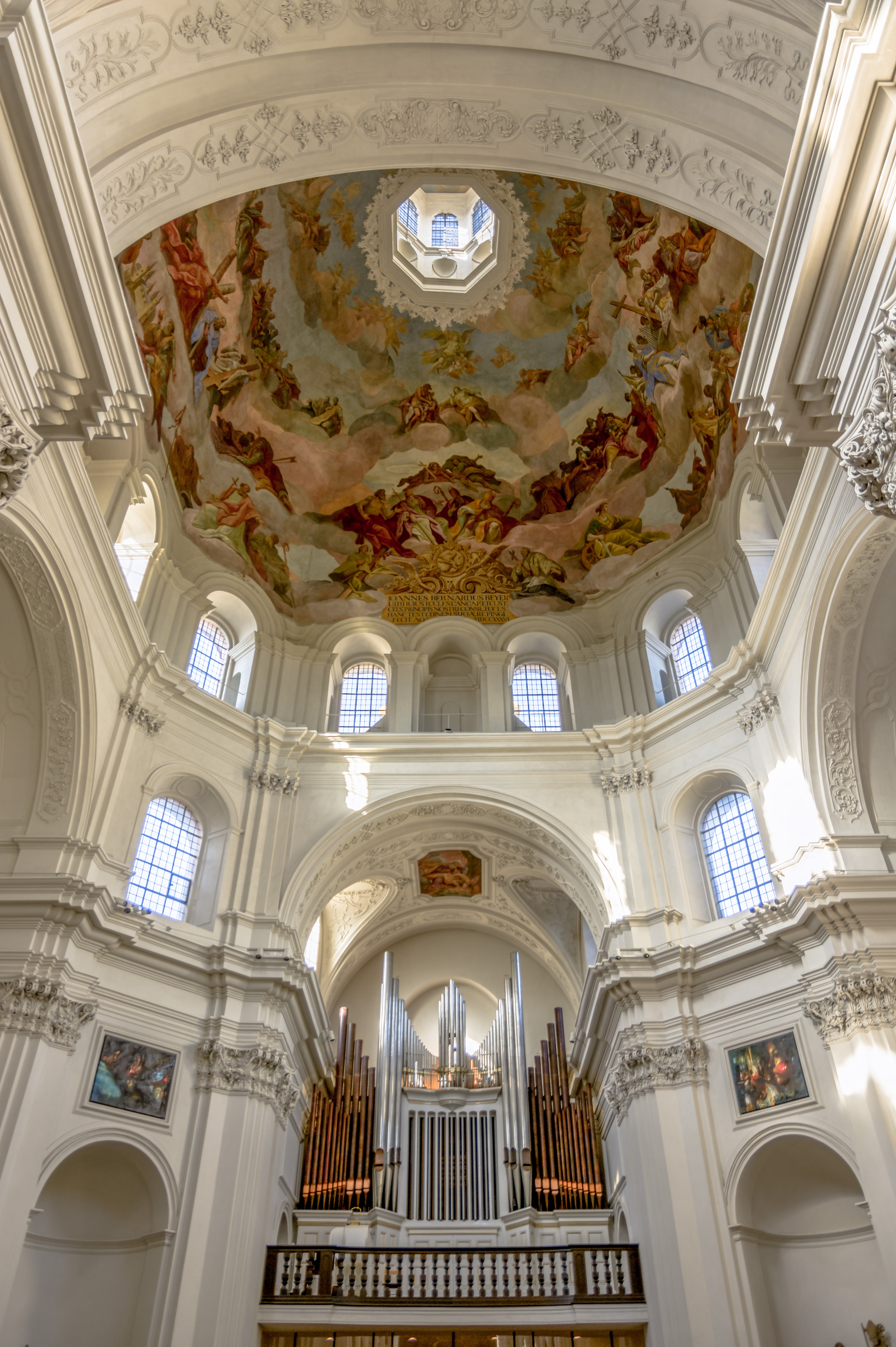
La cupola affrescata.

La Collegiata di Neumünster (in tedesco: Kollegiatstift Neumünster) è un antico luogo di culto della città di Würzburg, in Baviera, situato nel centro storico, a pochi passi dalla cattedrale di San Chiliano.

## Storia
Al posto ove vi è l'attuale Neumünster il vescovo Megingaudo di Würzburg (in carica dal 754 fino al febbraio del 769) aveva già fatto probabilmente erigere un monumento, che teneva viva la memoria dei martiri san Chiliano, san Colomano e san Totnano. In questa chiesa Megingaudo inumò la salma di san Burcardo (in carica dal 741 fino al febbraio del 754) e anche la sua vi fu successivamente inumata (783).
Verso il 1057 il vescovo beato Adalberone di Würzburg, devoto di san Giovanni evangelista, consacrò la collegiata.
Alla fine del XVII secolo la collegiata fu completamente ristrutturata, ma nel 1803, in piena secolarizzazione, divenne proprietà dello stato e fu utilizzata temporaneamente com deposito di munizioni.
Dal 1908 la chiesa è divenuta chiesa parrocchiale cattolica, dedicata ai santi Giovanni evangelista e Giovanni Battista. Con l'attacco aereo su Würzburg del 16 marzo 1945, la chiesa subì gravi danni, tra i quali gli altari nella parte ovest della chiesa ed i busti degli apostoli franchi di Tilman Riemenschneider, che andarono distrutti.
Dopo la ricostruzione (1950) la chiesa di Neumünster funse da procattedrale della diocesi fino alla ricostruzione del Duomo (1967).

## Descrizione
Neumünster fu costruita come basilica di stile romanico con doppio coro e due navate, ma più tardi fu ristrutturata in stile barocco, presumibilmente ad opera di Joseph Greising (1664 - 1721), dotata di un'alta cupola. La sontuosa facciata venne eretta in sostituzione del coro occidentale e realizzata fra il 1711 e il 1719 da Johann Dientzenhofer.
L'altar maggiore, all'interno, è opera del 1724 dei fratelli Giovanni Battista e Dominikus Zimmermann. Degni di citazione sono le opere del periodo pre-barocco di Tilman Riemenschneider, Madonna (1493) ed una gotica croce del XIV secolo.
Nella scala che conduce all'esterno della chiesa o dalla strada direttamente nella cripta, quella detta di san Chiliano, si trovano i resti dei tre apostoli franchi, san Chiliano, san Colomano e san Totnano e due sepolcri in pietra dell'VIII secolo. La tomba del secondo vescovo di Würzburg, Megingaudo, morto il 26 settembre 783 nel convento di Neustadt am Main, è dotata di una scritta monumentale in latino del periodo frantone. La chiesa fu eretta sul presunte luogo del ritrovamento dei resti dei tre santi.
Nel 2009 finirono i lavori di rinnovo e riallestimento interno, della durata di due anni. Al posto dell'altare barocco distrutto nel 1945 sotto la cupola, vi sono due ex altari laterali del Duomo in stile classico.
Contiguo al lato settentrionale della chiesa si trova il Lusamgärtchen, ex crociera della collegiata di Neumünster e luogo di sepolture, con lapide dello scultore Fried Heuler (1889 - 1959), in memoria del poeta Walther von der Vogelweide, deceduto nel 1230, e con molte probabilità ivi sepolto. In questa lapide si trovano quattro conche per chicchi ed acqua per uccelli.
Ancora nel Lusamgärtchen si trova l'ala nord dell'ex crociera romanica del 1170 circa, dalla quale sono ricavate 16 arcate. Per entrare si accede dalla Martinstraße direttamente o attraverso la chiesa.
Il grande organo a canne, sito sulla cantoria in controfacciata, fu costruito nel 1949 dalla ditta Johannes Klais, e dalla stessa restaurato e modificato nel 2009. Esso è dotato di un sistema di trasmissione elettropneumatico e dispone di 54 registri su tre manuali e pedale.

## Galleria d'immagini

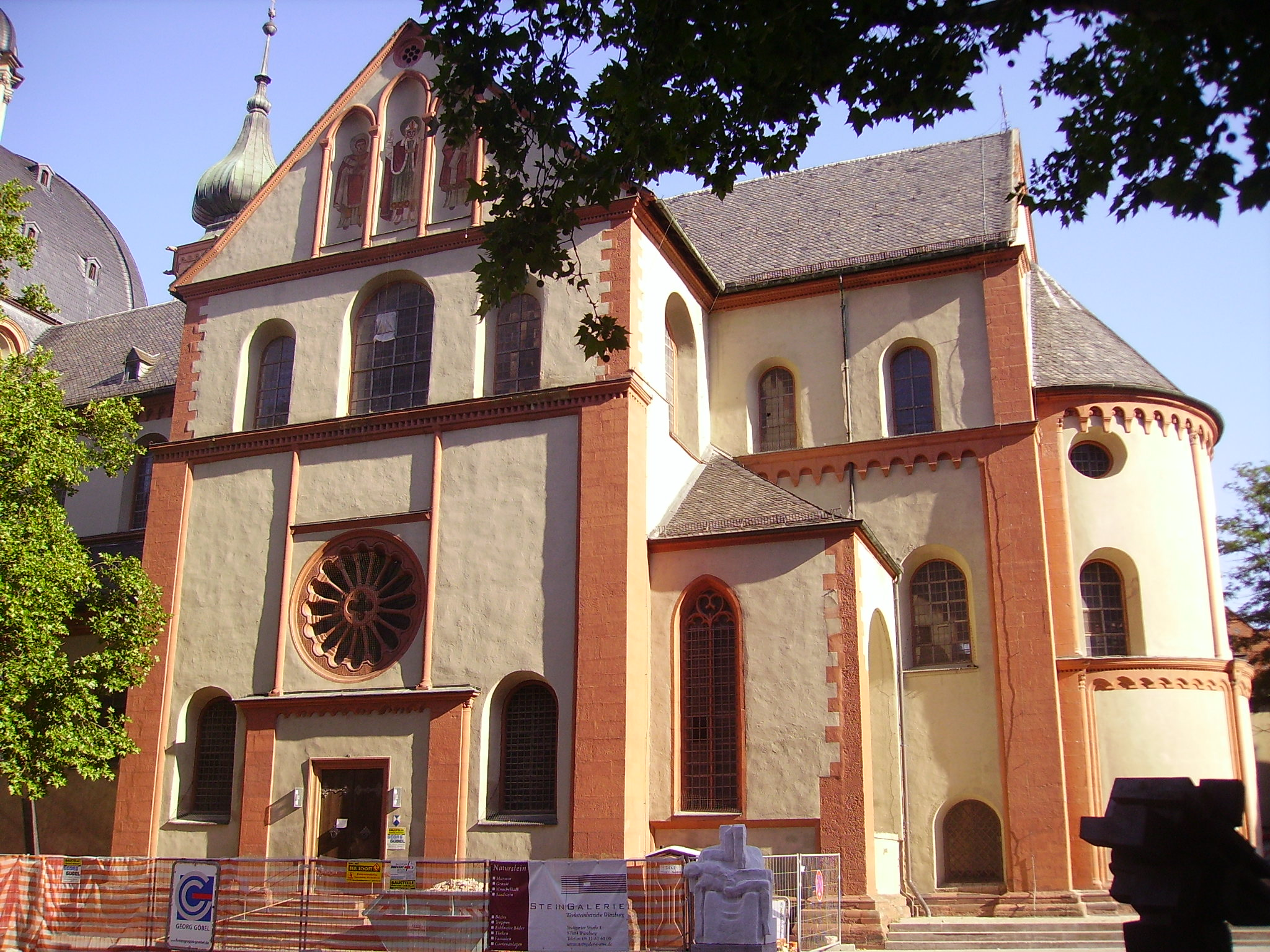
L'esterno ancora romanico del coro
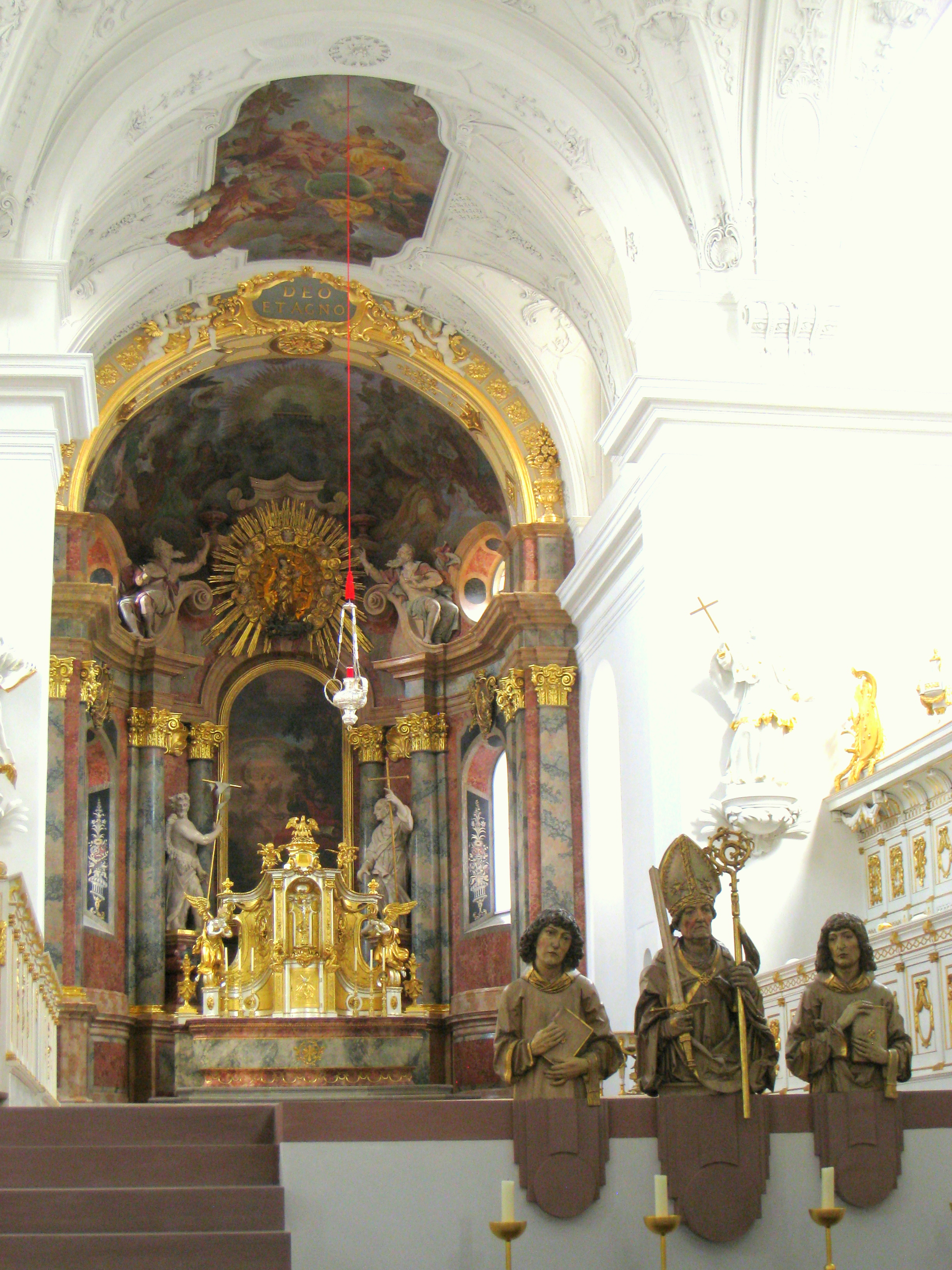
L'interno barocco del coro
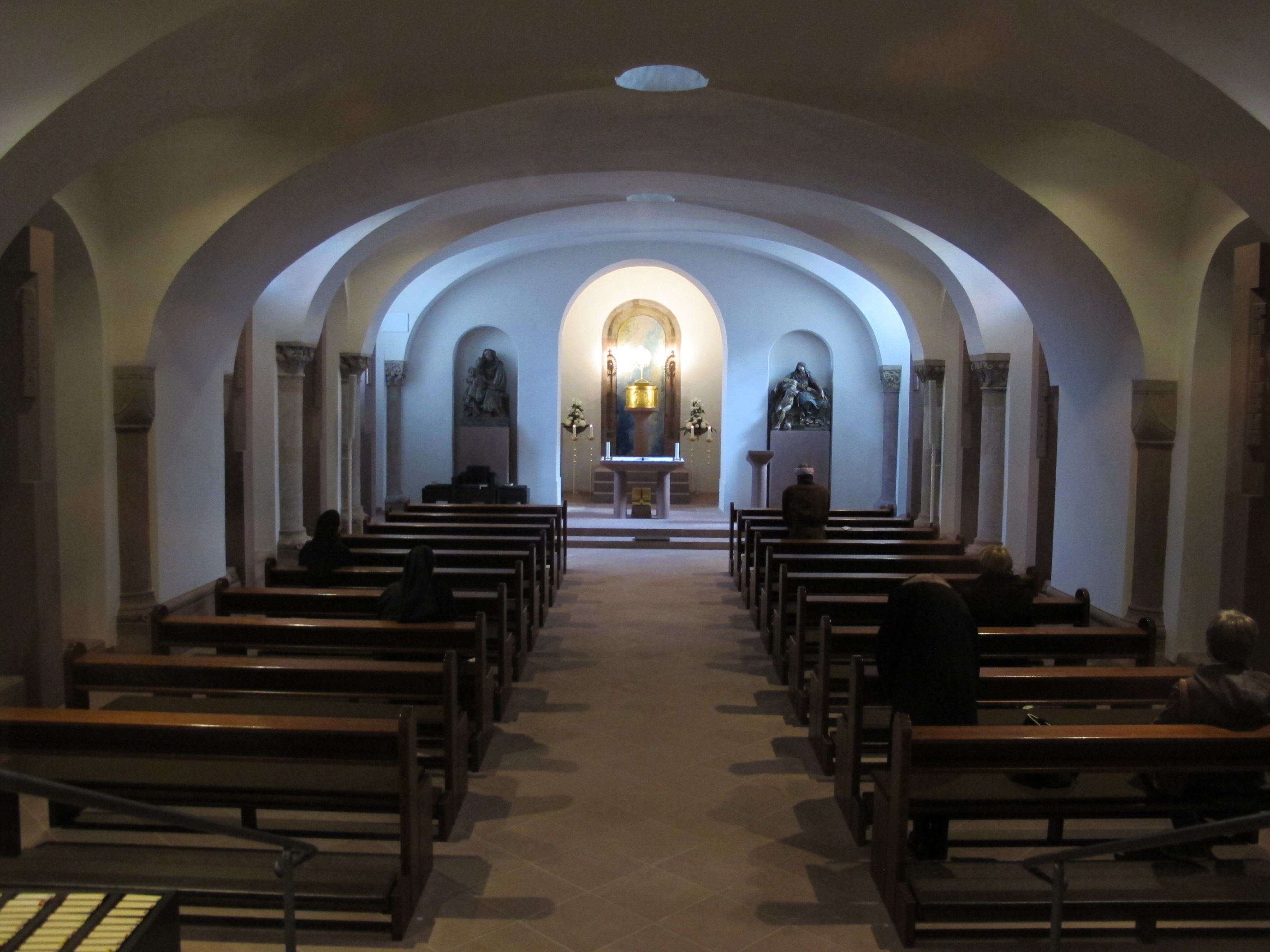
La cripta
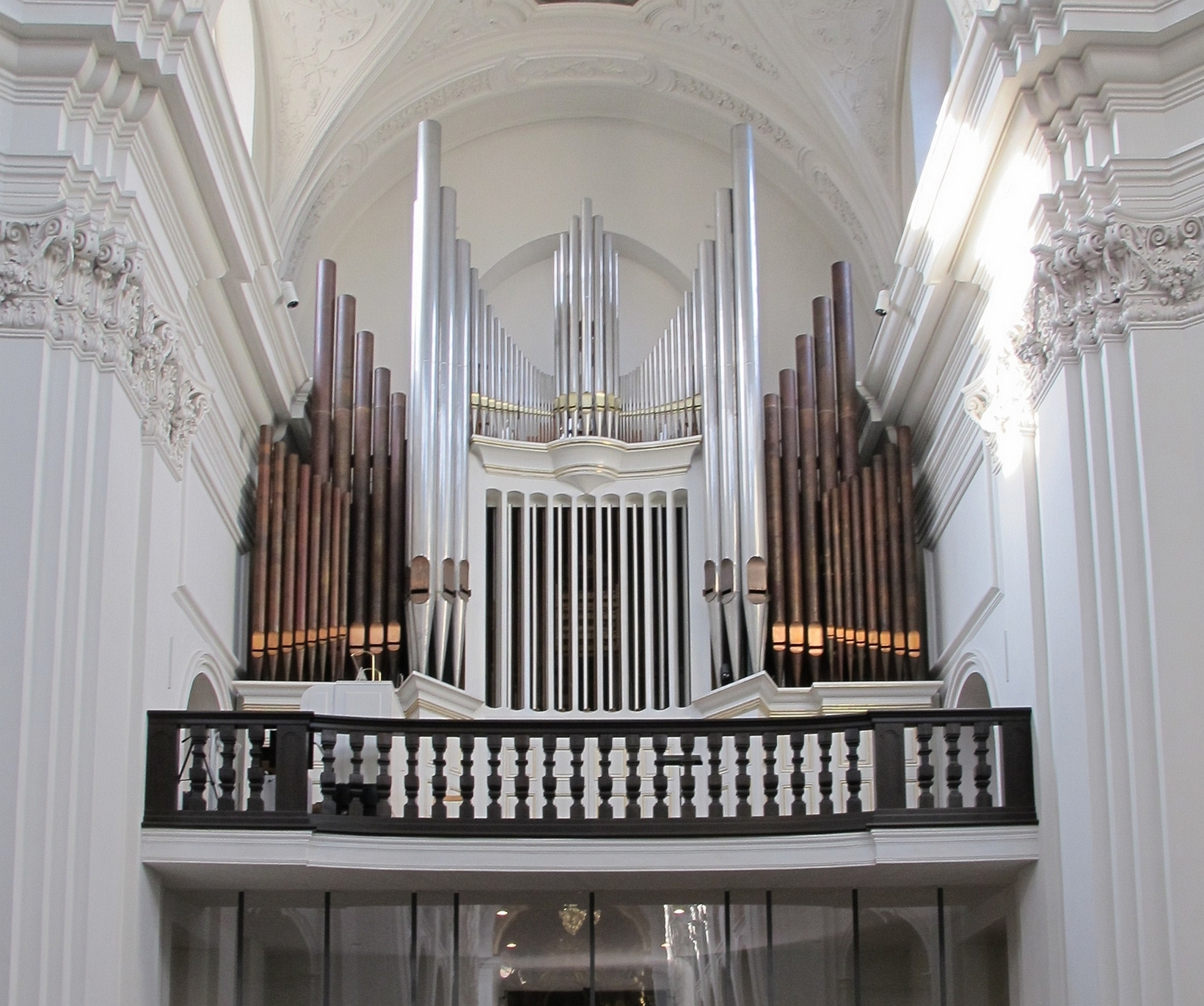
L'organo a canne
Pianta